# パンサー (映画)
『パンサー』（Panther）は、1995年制作のアメリカ合衆国の映画。
マルコムXの暗殺後、その遺志を継ぐ形で結成されたブラックパンサー党を描いた作品。アフリカ系アメリカ人俳優のマリオ・ヴァン・ピーブルズが父親で同じく俳優のメルヴィン・ヴァン・ピーブルズと共同で制作、ロバート・デ・ニーロもクレジットなしでプロデュースを担当している。なお、マリオは『ALI アリ』でマルコムXを演じた。
VHS邦題は『パンサー/黒豹の銃弾』。

## キャスト
| 役名                         | 俳優                           | 日本語吹替 |
| ---------------------------- | ------------------------------ | ---------- |
| ジャッジ                     | カディーム・ハーディソン       | 戸谷公次   |
| タイロン                     | ボキーム・ウッドバイン         | 荒川太郎   |
| ブリマー                     | ジョー・ドン・ベイカー         | 小林修     |
| ボビー・シール               | コートニー・B・ヴァンス        | 大塚明夫   |
| サイ                         | タイリン・ターナー             | 中村大樹   |
| ヒューイ・P・ニュートン      | マーカス・チョン               | 宮本充     |
| エルドリッジ・クリーヴァー   | アンソニー・グリフィス         | 中多和宏   |
| ジョン・エドガー・フーヴァー | リチャード・ダイサート         | 岩田安生   |
| ベティ・シャバズ             | アンジェラ・バセット           | 藤生聖子   |
| ドーセット                   | M・エメット・ウォルシュ        |            |
| ヤック・マウス               | クリス・ロック                 |            |
| ストークリー・カーマイケル   | マリオ・ヴァン・ピーブルズ     |            |
| ボディガード                 | クリス・タッカー               |            |
| ローズ                       | ボビー・ブラウン               |            |
| ロジャース                   | ジェームズ・ルッソ             |            |
| タイナン                     | マイケル・ウィンコット         |            |
| アヴァキアン                 | ジェームズ・レグロス           |            |
| チャールズ・ギャリー         | ロバート・カルプ               |            |
| 老いた囚人                   | メルヴィン・ヴァン・ピーブルズ |            |